# Флоренсио, Пауло
Пауло Фло́ренсио (порт.-браз. Paulo Flôrencio; 26 июня 1918, Итабириту — 14 июля 2010, Белу-Оризонти) — бразильский футболист, нападающий. Первый футболист, игравший за сборную Бразилии в качестве игрока из клуба, представлявшего штат Минас-Жерайс.

## Карьера
Пауло Флоренсио родился в семье сапожника Жуана Флоренсио в Итабириту. Там же он начал играть в футбол в клубе «Усина Эсперанса». В 1933 году Жуан с семьёй переехал в муниципалитет Сабара. В этом городе Пауло стал работать на местном заводе Белгу-Минейра. Одновременно нападающий стал играть в футбол в команде «Сидеруржика», с которым стал чемпионом штата Минас-Жерайс в дебютном 1937 году. В 1942 году он, будучи игроком этого клуба, поехал на чемпионат Южной Америки, где сыграл два матча. В 1943 году Пауло перешёл в клуб «Португеза Деспортос», проведя там два сезона. Потом он возвратился в «Сидеруржику», где выступал до 1947 года.
В феврале 1948 года Флоренсио перешёл в клуб «Крузейро», заплативший за трансфер форварда 50 млн крузейро. В июне следующего года футболист якобы затребовал повышения заработной платы, из-за того, что «вёз команду на своей спине». Позже Пауло сказал, что такого не говорил, однако его заработная плата была увеличена с 600 до 800 тыс крузейро. В марте 1952 года Флоренсио был куплен венесуэльским клубом «Универсидад Сентраль», заплативший за него 15 млн крузейро, а затем в августе ещё 26 млн. Нападающий возвратился в Крузейро в 1954 году, одновременно занимая должность тренера по физической подготовке. Завершил карьеру Флоренсио в возрасте 40 лет в клубе клубе «Сете де Сетембру». 
В последние годы Флоренсио проживал в районе Санта-Эфижения в Сабаре. Он умер 14 июля 2010 года в Белу-Оризонти из-за острого респираторного заболевания. Флоренсио был похоронен на кладбище Орден Терсейра-ду-Карму в Сабаре. Именем Пауло Флоренсио назван стадион в этом же городе.

## Международная статистика
| Матчи Пауло Флоренсио за сборную Бразилии | Матчи Пауло Флоренсио за сборную Бразилии | Матчи Пауло Флоренсио за сборную Бразилии | Матчи Пауло Флоренсио за сборную Бразилии | Матчи Пауло Флоренсио за сборную Бразилии | Матчи Пауло Флоренсио за сборную Бразилии | Матчи Пауло Флоренсио за сборную Бразилии |
| ----------------------------------------- | ----------------------------------------- | ----------------------------------------- | ----------------------------------------- | ----------------------------------------- | ----------------------------------------- | ----------------------------------------- |
| №                                         | Дата                                      | Место проведения                          | Оппонент                                  | Счёт                                      | Голы                                      | Турнир                                    |
| 1                                         | 31 января 1942                            | Монтевидео                                | Эквадор                                   | 5:1                                       | —                                         | Чемпионат Южной Америки                   |
| 2                                         | 5 февраля 1942                            | Монтевидео                                | Парагвай                                  | 1:1                                       | —                                         | Чемпионат Южной Америки                   |

## Достижения
- Чемпион штата Минас-Жерайс: 1937, 1956